# عيينة (عضو)

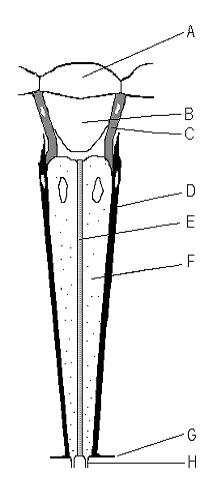
عيينة حشرة: A – قرنية, B – مخروط بلوري, C & D – خلايا صبغية, E – شعيرة حسية, F – مستقبلات ضوء, G – غشاء شبكية, H – عصب الرؤية.

عيينة أو بويصرة (بالإنجليزية: Ommatidium) تتكون عين الحشرات من عدد كبير جدا من العيينات ولا تتكون من عين واحدة كما في الإنسان والفقريات. عيون الحشرات والقشريات و مفصليات الأرجل تتكون من عيون مركبة، وتتركب العين المركبة من عدد كبير جدا من العيينات. فمثلا عين حشرة اليعسوب تتكون من نحو 28.000 من العيينات، وهذا هو الحال أيضا في الذبابة. ويمكن للحشرة تكوين صورة لما يحيط بها وتتكون الصورة من عدد من النقاط الضوئية قادمة من العيينات.

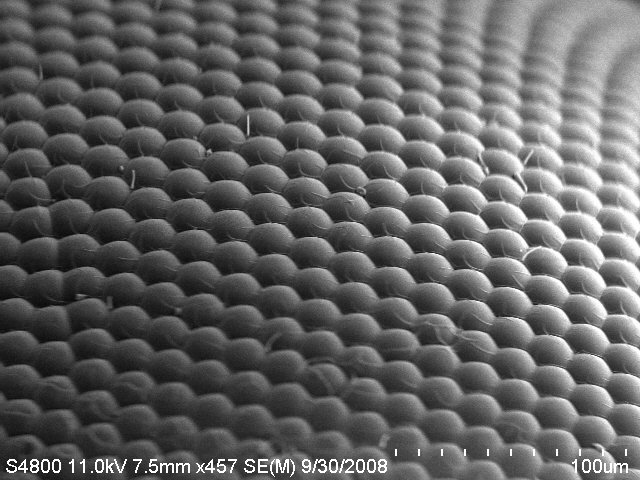
صورة العين المركبة للذبابة المنزلية؛ صورةبالمجهر الإلكتروني الماسح.

تتكون العيينة من 5 إلى 9 خلايا مستقبلات الضوء (F في الشكل ) تتجه زغيباتها إلى الداخل وتكوّن شعيرة حسية (رابدوم Rhabdom) E. وتقوم خلايا ساندة وخلايا صبغية المحيطة بفصل كل عيينة عن العيينات المجاورة. وأما الجزء العلوي من العيينة المطل للخارج فهو يشكل عدسة تتكون من قرنية A ويوجد أسفل منها مخروط بلوري B شفاف. تصل إشارات عصبية كهربية من قاع العيينة إلى محوار خلية عصبية ومنه إلى المخ.

## تقسيم الأنواع
تعتبر العيينة وبالتالي العين المركبة من صفات مفصليات الأرجل كالذبابة والعنكبوت والدودة الألفية و كذلك مفصليات ثلاثية الفصوص (تريلوبيت)، وغيرها. وجدت في الحيوانات المنقرضة مثل التريلوبيت وفي الحشرات المعاصرة (منذ 10.000 سنة)، و كثيرات الأرجل، والحيوانات السرطانية.
تطورت العين المركبة في العنكبيات ووالديدان الألفية إلى عين واحدة، بالتالي تغير تركيب العيينة. في نوع الدودة ألفية المسماة Scutigera تلتحم العيينات المنفردة وتكون ما يسمى «عينة شبه مركبة».

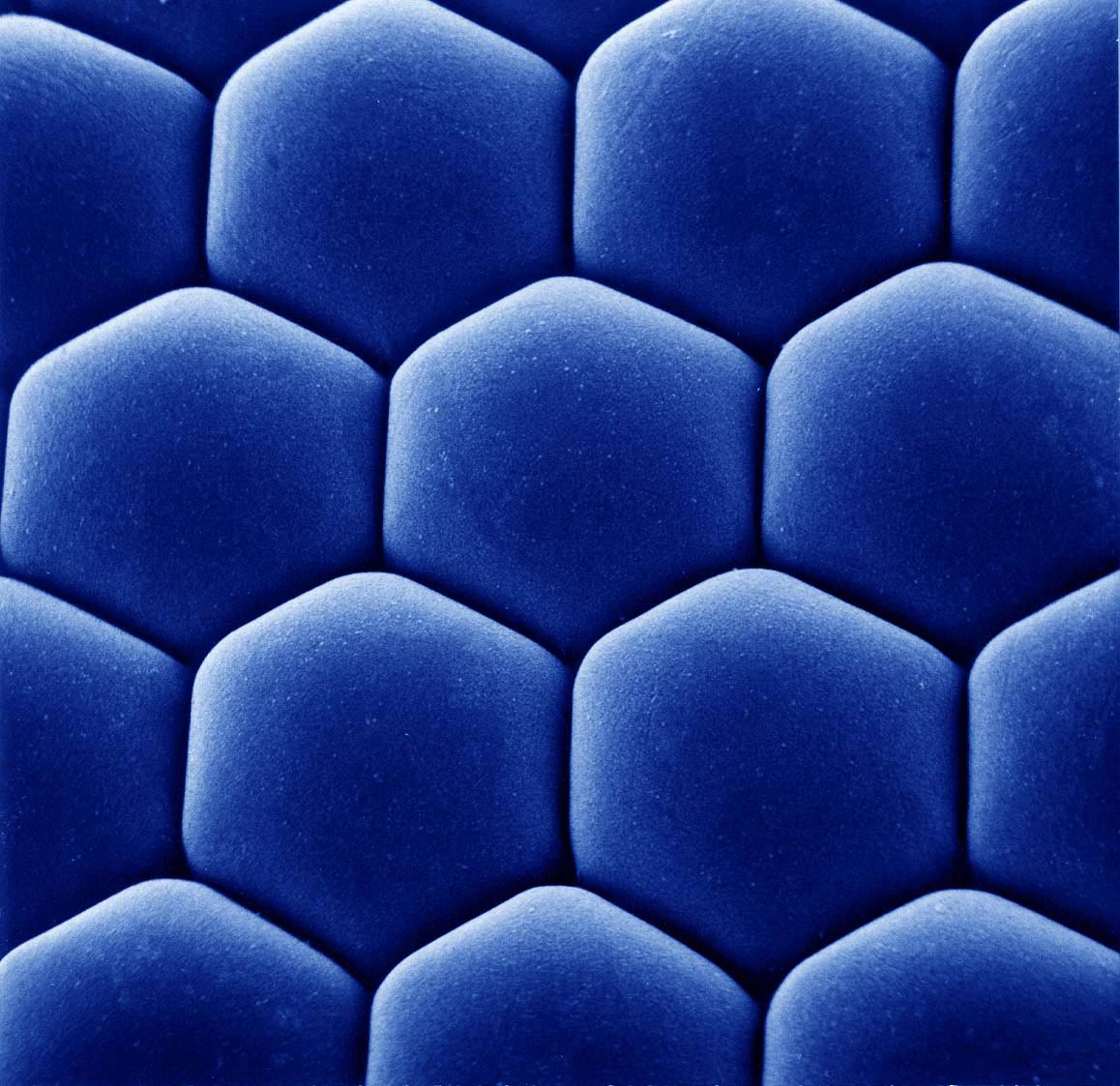
عيينات الجمبري.

## اقرأ أيضا
- عين مركبة
- عين مفصليات الأرجل
- شعيرة حسية